# Bukovac (okręg kolubarski)
Bukovac (cyr. Буковац) – wieś w Serbii, w okręgu kolubarskim, w gminie Mionica. W 2011 roku liczyła 170 mieszkańców.